# Serie A 1965/1966
Soutěžní ročník Serie A 1965/1966 byl 64. ročník nejvyšší italské fotbalové ligy a 34. ročník pod názvem Serie A. Konal se od 5. září 1965 do 22. května 1966 a skončila vítězstvím Interu, které obhájilo titul z minulé sezony a získalo již desátý titul v klubové historie.
Nejlepším střelcem se stal brazilský Luís Vinício (Lanerossi Vicenza), který vstřelil 25 branek.

## Události

### Před sezonou
Nováčci soutěže: Brescia se vrátila po 18 letech , Neapol po dvou a po jedné sezoně SPAL.
Obhájce titulu Inter se před sezonou o velká jména neposílil, jen odešel Milani (Verbania) a konec kariéry ohlásil Bugatti. Jejich městský rival Milán koupil Schnellingera, Angelilla (oba Řím) a Sormaniho vyměnili za Davida (Sampdoria). Naopak odešel v přepočtu za 145 000 euro Altafini (Neapol). Juventus koupil brazilce Chinesinho (Catania) a naopak prodal Combina (Varese), Mattrela (Cagliari) a největší svou hvězdu Síviriho (Neapol). Do nové sezony již nenastoupil Sergio Cervato (SPAL). Další nováček Brescia si pořídilo za 197 000 euro němce Brüllse (Modena).
Další změny byli: Giancarlo Danova (Catania → Atalanta), Gerry Hitchens (Turín → Atalanta), Horst Szymaniak (Varese → Tasmania Berlin), Bruno Nicolè (Řím → Sampdoria a poté do Alessandria), Paolo Barison (Sampdoria → Řím), Francisco Lojacono (Sampdoria → Alessandria), Giancarlo De Sisti (Sampdoria → Fiorentina), Enzo Robotti (Fiorentina → Brescia), Pedro Manfredini (Řím → Brescia), Gianfranco Petris (Lazio → Trani).

### Během sezony
Hned od začátku sezony zahájilo Neapol svou skvělou hrou svých nových posil a nahánělo v první polovině sezony Inter k honbě za titulem. I když ve druhé polovině Nerazzurri jednou zaváhalo, když prohrálo s Catanií, nakonec po šesti po sobě jdoucích vítězství vše vyřešilo a mohlo tak slavit své desáté vítězství v lize. Po Juventusu se Inter stal druhým klubem co si poté mohl našít na dres hvězdu za deset titulů. Na druhém místě skončila Boloňa, která měla o čtyři body méně a 3. místo vybojoval nováček z Neapole se ztrátou pěti bodů.
Prvním jasným sestupujícím se stalo Varese, které se po dvou letech vrátilo do 2. ligy. Dalším sestupujícím se stal nováček z Catanie. Posledním sestupujícím se stal klub z Janova a to Sampdoria, které sestoupilo poprvé v klubové historii.

## Účastníci
| Klub              | Město     | Stadion                   | Trenér | Nejlepší střelec                             |
| ----------------- | --------- | ------------------------- | --- | -------------------------------------------- |
| Atalanta          | Bergamo   | Stadio Comunale           | Héctor Puricelli (1.–5. kolo) Stefano Angeleri                                                                        | Enrico Nova (8)                              |
| Boloňa            | Boloňa    | Stadio Comunale           | Manlio Scopigno (1.–5. kolo) Luis Carniglia                                                                           | Harald Nielsen, Helmut Haller (12)           |
| Brescia           | Brescia   | Stadio Mario Rigamonti    | Renato Gei | Virginio De Paoli (13)                       |
| Cagliari          | Cagliari  | Stadio Amsicora           | Arturo Silvestri | Luigi Riva (11)                              |
| Catania           | Catania   | Stadio Cibali             | Carmelo Di Bella (1.–16. kolo) Luigi Valsecchi                                                                        | Carlo Facchin (9)                            |
| Fiorentina        | Florencie | Stadio Comunale           | Giuseppe Chiappella                                                                                                   | Kurt Hamrin (12)                             |
| Foggia            | Foggia    | Stadio Pino Zaccheria     | Egizio Rubino | Paolo Lazzotti, Dante Micheli (6)            |
| Inter             | Milán     | Stadio San Siro           | Helenio Herrera | Sandro Mazzola (19)                          |
| Juventus          | Turín     | Stadio Comunale di Torino | Heriberto Herrera | Giampaolo Menichelli, Silvino Bercellino (6) |
| Lanerossi Vicenza | Vicenza   | Stadio Romeo Menti        | Aldo Campatelli | Luís Vinício (25)                            |
| Lazio             | Řím       | Stadio Olimpico           | Umberto Mannocci | Vito D'Amato (7)                             |
| Milán             | Milán     | Stadio San Siro           | Nils Liedholm (1.–17. a 19.–24. kolo) Giovanni Cattozzo                                                               | Angelo Sormani (21)                          |
| Neapol            | Neapol    | Stadio San Paolo          | Bruno Pesaola | José Altafini (14)                           |
| Řím               | Řím       | Stadio Olimpico           | Oronzo Pugliese | Paolo Barison (6)                            |
| Sampdoria         | Janov     | Stadio Luigi Ferraris     | Ernst Ocwirk (1.–18. kolo) Giuseppe Baldini                                                                           | José Ricardo da Silva (8)                    |
| SPAL              | Ferrara   | Stadio Comunale           | Giuseppe Baldini (1.–8. kolo) Giuseppe Baldini + Fulvio Bernardini                                                    | Giancarlo Salvi (11)                         |
| Turín             | Turín     | Stadio Comunale di Torino | Nereo Rocco | Luigi Meroni (8)                             |
| Varese            | Varese    | Stadio Franco Ossola      | Mario Gambazza + Giulio Cappelli (1.–4. kolo) Mario Gambazza (5.–8. kolo) Pietro Magni (9.–25. kolo) Piero Trapanelli | Romano Bagatti, Roberto Boninsegna (5)       |

## Tabulka
| Poř. | Tým               | Z  | V  | R  | P  | VG | OG | B  |
| ---- | ----------------- | -- | -- | -- | -- | -- | -- | -- |
| 1.   | Inter             | 34 | 20 | 10 | 4  | 70 | 28 | 50 |
| 2.   | Boloňa            | 34 | 19 | 8  | 7  | 60 | 37 | 46 |
| 3.   | Neapol            | 34 | 17 | 11 | 6  | 44 | 27 | 45 |
| 4.   | Fiorentina        | 34 | 16 | 11 | 7  | 45 | 22 | 43 |
| 5.   | Juventus          | 34 | 13 | 16 | 5  | 38 | 23 | 42 |
| 6.   | Lanerossi Vicenza | 34 | 13 | 14 | 7  | 44 | 34 | 40 |
| 7.   | Milán             | 34 | 13 | 12 | 9  | 43 | 33 | 38 |
| 8.   | Řím               | 34 | 13 | 10 | 11 | 28 | 31 | 36 |
| 9.   | Brescia           | 34 | 12 | 8  | 14 | 43 | 44 | 32 |
| 10.  | Turín             | 34 | 9  | 13 | 12 | 31 | 34 | 31 |
| 11.  | Cagliari          | 34 | 10 | 10 | 14 | 36 | 37 | 30 |
| 12.  | Foggia & Incedit  | 34 | 8  | 13 | 13 | 22 | 30 | 29 |
| 13.  | Lazio             | 34 | 8  | 13 | 13 | 28 | 41 | 29 |
| 14.  | Atalanta          | 34 | 9  | 11 | 14 | 24 | 37 | 29 |
| 15.  | SPAL              | 34 | 9  | 10 | 15 | 38 | 45 | 28 |
| 16.  | Sampdoria         | 34 | 9  | 9  | 16 | 27 | 47 | 27 |
| 17.  | Catania           | 34 | 5  | 12 | 17 | 24 | 56 | 22 |
| 18.  | Varese            | 34 | 2  | 11 | 21 | 23 | 62 | 15 |

Poznámky
- Z = Odehrané zápasy; V = Vítězství; R = Remízy; P = Prohry; VG = Vstřelené góly; OG = Obdržené góly; B = Body
- za výhru 2 body, za remízu 1 bod, za prohru 0 bodů.
- při rovnosti bodů rozhodovalo skóre.

|  | Mistr ligy a přímý postup do poháru PMEZ 1966/67 |
|  | Přímý postup do poháru PVP 1966/67               |
|  | Přímý postup do VP 1966/67                       |
|  | Sestup do Serie B                                |

## Statistiky

### Výsledková tabulka
|            | Atalanta | Boloňa | Brescia | Cagliari | Catania | Fiorentina | Foggia | Inter | Juventus | L. Vicenza | Lazio | Milán | Neapol | Řím | SPAL | Sampdoria | Turín | Varese |
| ---------- | -------- | ------ | ------- | -------- | ------- | ---------- | ------ | ----- | -------- | ---------- | ----- | ----- | ------ | --- | ---- | --------- | ----- | ------ |
| Atalanta   | –        | 4:1    | 0:0     | 1:0      | 3:2     | 1:1        | 1:3    | 0:2   | 0:0      | 1:1        | 0:0   | 0:0   | 1:0    | 0:2 | 2:0  | 1:0       | 0:0   | 1:0    |
| Boloňa     | 3:0      | –      | 2:1     | 1:0      | 2:0     | 3:2        | 1:1    | 2:1   | 0:1      | 1:3        | 3:1   | 4:1   | 0:1    | 3:1 | 1:3  | 2:1       | 2:0   | 3:1    |
| Brescia    | 2:0      | 0:1    | –       | 0:0      | 4:1     | 1:2        | 4:0    | 2:2   | 4:0      | 1:0        | 2:1   | 0:3   | 0:0    | 3:0 | 2:2  | 1:0       | 2:1   | 2:2    |
| Cagliari   | 0:0      | 1:3    | 1:0     | –        | 3:1     | 0:1        | 1:0    | 0:1   | 2:1      | 3:0        | 3:0   | 1:2   | 0:2    | 4:0 | 3:0  | 1:1       | 3:2   | 1:1    |
| Catania    | 0:0      | 1:1    | 1:1     | 2:1      | –       | 0:3        | 0:0    | 1:0   | 1:1      | 1:3        | 0:0   | 1:1   | 0:0    | 1:0 | 0:0  | 2:3       | 0:2   | 3:0    |
| Fiorentina | 1:0      | 1:3    | 2:0     | 2:0      | 0:0     | –          | 1:1    | 0:0   | 0:1      | 1:1        | 2:0   | 1:0   | 0:0    | 0:1 | 1:0  | 5:0       | 1:1   | 4:0    |
| Foggia     | 2:0      | 2:0    | 1:0     | 0:0      | 3:0     | 0:0        | –      | 1:3   | 0:0      | 0:0        | 1:1   | 0:0   | 0:1    | 1:0 | 1:0  | 3:0       | 0:0   | 0:0    |
| Inter      | 1:0      | 0:0    | 7:0     | 2:0      | 3:1     | 0:0        | 5:0    | –     | 3:1      | 3:2        | 4:1   | 1:1   | 0:0    | 2:2 | 2:1  | 1:1       | 4:0   | 5:2    |
| Juventus   | 1:1      | 0:0    | 3:1     | 0:0      | 1:0     | 3:0        | 1:0    | 0:0   | –        | 4:1        | 0:0   | 3:0   | 0:0    | 0:0 | 3:0  | 2:1       | 2:0   | 3:1    |
| L. Vicenza | 1:1      | 1:1    | 4:1     | 1:1      | 1:0     | 2:0        | 0:0    | 1:1   | 2:2      | –          | 1:0   | 1:0   | 2:0    | 1:1 | 3:1  | 2:1       | 0:0   | 1:0    |
| Lazio      | 0:1      | 1:1    | 0:3     | 3:1      | 1:1     | 0:0        | 2:0    | 1:3   | 0:1      | 2:1        | –     | 0:0   | 2:1    | 0:0 | 2:2  | 0:0       | 1:0   | 2:1    |
| Milán      | 1:0      | 1:1    | 2:1     | 2:2      | 6:1     | 1:2        | 1:0    | 1:2   | 2:1      | 1:1        | 0:2   | –     | 4:1    | 3:1 | 1:1  | 2:0       | 0:0   | 3:1    |
| Neapol     | 5:1      | 1:1    | 1:0     | 2:0      | 3:0     | 0:4        | 1:0    | 3:1   | 1:0      | 4:2        | 2:0   | 1:0   | –      | 1:0 | 4:2  | 2:2       | 0:0   | 2:2    |
| Řím        | 1:0      | 3:1    | 1:1     | 1:0      | 1:1     | 0:2        | 1:0    | 2:0   | 1:1      | 1:0        | 0:1   | 1:0   | 0:0    | –   | 0:2  | 1:0       | 1:0   | 2:0    |
| SPAL       | 3:1      | 0:3    | 0:2     | 3:0      | 3:0     | 1:2        | 2:1    | 0:1   | 2:2      | 0:0        | 2:0   | 1:1   | 1:2    | 2:1 | –    | 1:1       | 0:0   | 2:0    |
| Sampdoria  | 2:0      | 0:2    | 0:2     | 1:1      | 1:0     | 0:3        | 2:1    | 0:5   | 0:0      | 0:0        | 2:1   | 1:2   | 1:0    | 0:1 | 1:0  | –         | 1:1   | 2:0    |
| Turín      | 2:1      | 2:4    | 2:0     | 0:0      | 4:0     | 1:0        | 2:0    | 1:2   | 0:0      | 1:3        | 2:2   | 0:1   | 1:1    | 1:1 | 1:0  | 1:0       | –     | 2:0    |
| Varese     | 0:2      | 1:4    | 2:0     | 1:3      | 1:2     | 1:1        | 0:0    | 1:3   | 0:0      | 0:2        | 1:1   | 0:0   | 0:2    | 0:0 | 1:1  | 1:2       | 2:1   | –      |

### Střelecká listina
| Pořadí | Jméno             | Klub       | Branky |
| ------ | ----------------- | ---------- | ------ |
| 1.     | Luís Vinício      | L. Vicenza | 25     |
| 2.     | Angelo Sormani    | Milán      | 21     |
| 3.     | Sandro Mazzola    | Inter      | 19     |
| 4.     | José Altafini     | Neapol     | 14     |
| 5.     | Virginio De Paoli | Brescia    | 13     |
| 6.     | Cané              | Neapol     | 12     |
| 6.     | Angelo Domenghini | Inter      | 12     |
| 6.     | Harald Nielsen    | Boloňa     | 12     |
| 6.     | Helmut Haller     | Boloňa     | 12     |
| 6.     | Kurt Hamrin       | Fiorentina | 12     |

## Vítěz
| Serie A Vítěz pro rok 1965/66 |
| ----------------------------- |
| FC Inter Milán                |
|                               |